# Papeška biblična komisija
Papeška biblična komisija (italijansko Pontificia commissione per la Bibbia) je bila organ Kongregacije za verski nauk Rimske kurije, od leta 2022 dalje pa je organ Dikasterija za nauk vere.
Komisija se ukvarja s biblicistiko oz. preučevanjem Svetega pisma; ustanovil jo je papež Leon XIII. 30. oktobra 1902.
Na tem področju znanstvenega preučevanja Svetega pisma komisija intezivno deluje s Papeškim bibličnim inštitutom in Mednarodno teološko komisijo.

## Zgodovina
28. junija 1988 je apostolska konstitucija papeža Janeza Pavla II. Pastor Bonus potrdila odnos komisije do tedanje Kongregacije za verski nauk, pri čemer je bil prefekt Kongregacije za verski nauk predsednik Papeške biblične komisije po službeni dolžnosti. 
Komisija ima svojega tajnika, ki je bil doslej profesor na Papeškem bibličnem inštitutu. Od 9. marca 2021 je tajnica Núria Calduch, prva ženska na tem položaju.
Člani so katoliški biblicisti, ki jih predlagajo škofovske konference. Leta 2014 je papež Frančišek v komisijo prvič imenoval ženske, med njimi tudi Mary Healy.

## Dela
Seznam vseh del je dostopen tu
- Interpretacija Svetega pisma v Cerkvi (1993)
- Judovsko ljudstvo in njegovi sveti spisi v krščanskem svetem pismu (2001)